# Lesnaia (Nóvgorod)
|  | Per a altres significats, vegeu «Lesnaia». |

Lesnaia (en rus: Лесная) és un poble de l'óblast de Nóvgorod, a Rússia, segons el cens del 2016 tenia 1.911 habitants.